# 21512 Susieclary
A 21512 Susieclary (ideiglenes jelöléssel 1998 KE40) a Naprendszer kisbolygóövében található aszteroida. A LINEAR projekt keretében fedezték fel 1998. május 22-én.